# AEG G.II
L'AEG G.II, designazione aziendale GZ 2, era un bombardiere bimotore biplano realizzato dall'azienda tedesco imperiale Allgemeine Elektrizitäts-Gesellschaft (AEG) negli anni dieci del XX secolo.
Utilizzato dalla Luftstreitkräfte, la componente aerea del Deutsches Heer (l'esercito imperiale tedesco), durante le prime fasi della prima guerra mondiale, il G.II venne presto sostituito da velivoli equipaggiati con un impianto motore dalla maggior potenza disponibile.

## Storia del progetto
Nel corso del 1915, dopo che aveva valutato positivamente l'FU realizzato dalla Gothaer Waggonfabrik, l'Idflieg emise una specifica per la creazione di una nuova classe di velivoli militari, che assunse la designazione G-Typ (da Großflugzeuge), caratterizzata dalla velatura biplana ed equipaggiata con una coppia di motori in grado di fornire una sufficiente potenza disponibile, che avesse la capacità operativa di effettuare delle missioni di bombardamento aereo al di sopra delle linee nemiche.
Per soddisfare questa esigenza l'AEG sviluppò il Großflugzeuge 1 (GZ 1), designazione Idflieg G.I, un grosso biplano triposto di impostazione convenzionale equipaggiato con i motori Mercedes D.I da 100 PS (73,5 kW) ciascuno, ma la limitata potenza sviluppata dal D.I non consentì al modello di raggiungere prestazioni dichiarate appena sufficienti.
Appena resesi disponibili delle unità motrici di maggior potenza, i Benz Bz.III in grado di sviluppare 150 PS (110 kW) ciascuno, l'AEG sviluppò un nuovo modello, il Großflugzeuge 2 (GZ 2), che presentato alla commissione esaminatrice dell'Idflieg ne approvò l'avvio alla produzione in serie con la designazione ufficiale G.II.
Durante l'impiego operativo per migliorare la direzionalità e la stabilità del volo orizzontale su alcuni esemplari venne introdotto un impennaggio modificato al quale venne aggiunto un elemento verticale per lato.

## Impiego operativo
Il G.II iniziò ad essere consegnato ai reparti della Luftstreitkräfte nel corso del 1915 ma venne ben presto superato nelle prestazioni da più recenti modelli del G-Typ Gruppe quindi accantonato.

## Utilizzatori
Germania
- Luftstreitkräfte

### Pubblicazioni
- (DE) Ray Rimell, AEG G.IV, in Windsock international, n. 3, 1987,  pp. 13-20, ISSN 0268-6422 (WC · ACNP).
- (DE) Ray Rimell, AEG G.IV, in Windsock international, n. 4, 1988,  pp. 16-18, ISSN 0268-6422 (WC · ACNP).